# Papularia ecuadorensis
Papularia ecuadorensis är en svampart som beskrevs av Petr. 1950. Papularia ecuadorensis ingår i släktet Papularia och familjen Apiosporaceae.   Inga underarter finns listade i Catalogue of Life.